# Bezručova vyhlídka (Kopřivnice)
Bezručova vyhlídka se nachází asi 2 km východně od města Kopřivnice pod vrchem Brd katastrální území Kopřivnice v okrese Nový Jičín v pohoří Podbeskydská pahorkatina.

## Historie

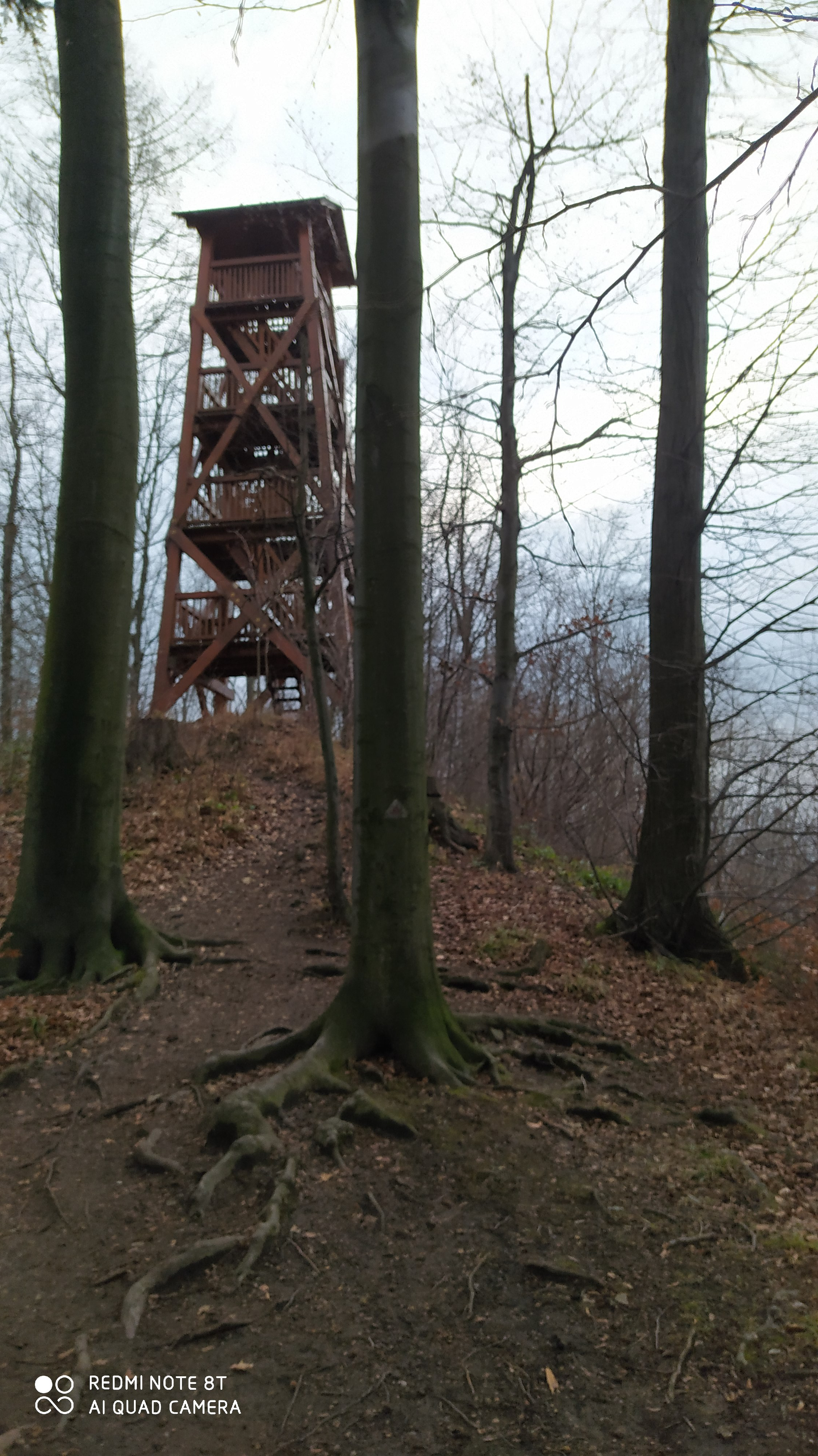

V roce 1934 byl pod hřebenem Brd postaven Klubem českých turistů pískovcový památník a lavička na počest básníka Petra Bezruče. Památník je kulturní památkou ČR. V roce 1981 byla zahájena stavba železobetonové rozhledny, nízké ocelové konstrukce s betonovou plošinou a s ocelovým schodištěm se sedmnácti schody. Stavba byla dokončena teprve po deseti letech. Umístěna v lesnatém a náročném terénu, rozhledna rychle zarostla a poté zchátrala. V červnu a červenci 2012 byla chátrající konstrukce stržena a postavena nová dřevěná čtyřpodlažní rozhledna, jejímž architektem je Ing. Vlasta Remešová. Stavitelé z firmy Daniel Stryk, s.r.o. z Kopřivnice, kteří byli pro stavbu najati, museli nejdřív odstranit starou železobetonovou konstrukci rozhledny, poté postavit dřevěnou rozhlednu na zkoušku, následně postavit dočasnou lanovku a po ní dopravit části rozhledny na místo konečné stavby. Bezručova vyhlídka je součástí Lašské naučné stezky. Tato rozhledna byla postavena jako součást projektu Příměstský les Šostýn, který zahrnoval i postavení dvou dřevěných přístřešků v Janíkově sedle a nedaleko u rybníka pod Šostýnem. Celkové náklady na tento projekt byly 1 100 000 Kč a z toho 838 000 Kč byla dotace z Programu rozvoje venkova. Slavnostní otevření rozhledny proběhlo 15. srpna 2012. V roce 2017 byla rozhledna kompletně natřena a v letech 2020 a 2021 byly vyměněny některé poškozené části. Od června 2022 je tato vyhlídková věž součástí stezky Silesianka, která imaginárně spojuje přes tři desítky vyhlídek a rozhleden ve Slezsku a jeho blízkém okolí. Maximální počet návštěvníků rozhledny je z bezpečnostních důvodů omezen.

## Popis památníku
Památník byl vztyčen v roce 1934 a v období druhé světové války byl odstraněn Němci. Po roce 1945 byl znovu postaven. Památník je pískovcový balvan, který je přitesán do pětiúhelníku, na čelní straně na vyhlazené straně je nápis Bezručova vyhlídka a pod ním KTČS 1934. Památník patří k souboru památníků, které byly instalovány KČST v třicátých letech 20. století v tzv. Motýlím údolí na kú. města Kopřivnice.